# 1995年度叱咤樂壇流行榜頒獎典禮得獎名單
1995年度叱咤樂壇流行榜頒獎典禮於1996年1月1日晚上在灣仔香港會議展覽中心舊翼舉行，主題為「正視音樂，尊重原創」。

## 得獎名單

### 專業推介叱十大
- 按公布顺序：
  - 第一首（第六位）：危情追踪 - 黎明
  - 第二首（第三位）：心亂如麻 - 吳倩蓮
  - 第三首（至尊歌）：春光乍洩 - 黃耀明
  - 第四首（第十位）：飄 - 陳慧嫻
  - 第五首（第五位）：其實我…我…我 - 古巨基
  - 第六首（第七位）：捨不得你 - 鄭秀文
  - 第七首（第九位）：小玩意 - 彭羚
  - 第八首（第四位）：離開以後 - 張學友
  - 第九首（第二位）：純真傳說 - 郭富城
  - 第十首（第八位）：除非…是你 - 劉德華

|        | 歌曲             | 歌手   |
| ------ | ---------------- | ------ |
| 至尊歌 | 春光乍洩         | 黃耀明 |
| 第二位 | 純真傳說         | 郭富城 |
| 第三位 | 心亂如麻         | 吳倩蓮 |
| 第四位 | 離開以後         | 張學友 |
| 第五位 | 其實我...我...我 | 古巨基 |
| 第六位 | 危情追           | 黎明   |
| 第七位 | 捨不得你         | 鄭秀文 |
| 第八位 | 除非...是你      | 劉德華 |
| 第九位 | 小玩意           | 彭羚   |
| 第十位 | 飄               | 陳慧嫻 |

- 粗體表示冠軍作品，《除非...是你》成為首支奪得叱咤十大的非冠軍歌曲。

### 叱咤樂壇男歌手
- 金獎：張學友
  - 上榜歌曲：望月、擁有、多麼的需要你、一千個傷心的理由、這個冬天不太冷、讓你愉快、屈到病、我哭了、離開以後、這麼近(那麼遠)
- 銀獎：郭富城
  - 上榜歌曲：改變的使命、強、戀愛中、當我知道你們相愛、今夜我有點壞、敬啟者之愛是全奉獻、望鄉、妳是我的一切、純真傳說、失憶（諒解）備忘錄
- 銅獎：周華健
  - 上榜歌曲：風笑癡、愛了再愛、為愛情受傷、多一分鐘少一分鐘、神話情話、愛相隨、誰叫我、你喜歡的會有幾個、新天長地久、濃情化不開

### 叱咤樂壇女歌手
- 金獎：彭羚
  - 上榜歌曲：等得太久、喜歡最喜歡你、完全因你、隨愛而飛、窗外、如夢初醒、小玩意、彷如隔世
- 銀獎：關淑怡
  - 上榜歌曲：夢伴、把歌談心、人生可有知己、他需要你,他需要你、亂了、請你入綺夢、自言自語、忘記他、萬福瑪利亞
- 銅獎：李蕙敏
  - 上榜歌曲：活得比你好、戀愛動詞、心情亂了點、秘密、(你沒有)好結果、牽掛你忘了哀傷、藍色傘下等、快樂加冰、世紀之吻、我為我生存

### 叱咤樂壇組合
- 金獎：草蜢
  - 上榜歌曲：一加一加一的愛、斷句、好戲在後頭、情歌、在家千日好、不安全感、我們都是這樣失戀的、愛亂篇、太平天國、愛不怕
- 銀獎：Beyond
  - 上榜歌曲：教壞細路、嘆息、困獸鬥、Love、缺口、門外看
- 銅獎：Zen
  - 上榜歌曲：心底控訴、I Remember You、黑暗都市、無奈的告別、畫中世界、交織怒火、無蹤的哭聲

### 叱咤樂壇生力軍男歌手
- 金獎：黃秋生
  - 上榜歌曲：冥想、我是一把火、飛天婆婆
- 銀獎：陳曉東
  - 上榜歌曲：打開天空、一次真愛追尋一百次、與我高飛
- 銅獎：陳建穎
  - 上榜歌曲：你給我自信、打開天空、陪我、死黨

### 叱咤樂壇生力軍女歌手
- 金獎：陳慧琳
  - 上榜歌曲：開始、打開天空、醉迷情人、唔關你事、一切很美 只因有你
- 銀獎：羅敏莊
  - 上榜歌曲：糾纏、心軟、一生也在等(愛我的人)
- 銅獎：羅琦
  - 上榜歌曲：隨心所欲、回來、請走人行道

### 叱咤樂壇生力軍組合
- 金獎：Zen
  - 上榜歌曲：心底控訴、I Remember You、黑暗都市、無奈的告別、畫中世界、交織怒火、無蹤的哭聲
- 銀獎：Black Box
  - 上榜歌曲：這片悠然地方、翱翔、星夜、請你、曾是快樂
- 銅獎：天織堂
  - 上榜歌曲：搖搖擺擺、活著、給我一塊骨頭、白貓黑貓、找一晚快樂

### 叱咤樂壇作曲家CASH大獎
- 雷頌德
  - 上榜作品：你是我的一切、挑戰者、活在幻想中、強、戀愛中、開始、打開天空、今夜我有點壞、醉迷情人、識得繼續笑、順風車、純真傳說、一切很美 只因有你、男仕今天你很好

### 叱咤樂壇填詞人CASH大獎
- 林夕
  - 上榜作品：爭取時間、新天長地久、雪亮眼睛、濃情化不開、DESIRE、霹靂啪嘞踢踢踢、危險關係、多謝關心、戀愛中的男人、電影少女、為愛情受傷、糾纏、多一分鐘 少一分鐘、愛我吧、Be Your Love、心亂如麻、戀愛中、神話．情話、從你祝福中離開、內心戲、你給我自信、我們都是這樣失戀的、十八變、打開天空、春光乍洩、一絲不掛、第五季、迷路、彷如隔世、沒名字的歌．無名字的你、愛與情、死黨、誰叫我 等歌曲

### 叱咤樂壇唱片監製大獎
- 歐丁玉
  - 上榜作品：一千個傷心的理由、我寂寞、多麼的需要你、讓你愉快、屈到病、我哭了、離開以後、這麼近(那麼遠)

### 叱咤樂壇唱作人大獎
- 周華健
  - 上榜歌曲：風笑癡、為愛情受傷、神話情話、誰叫我、你喜歡的會有幾個、新天長地久、濃情化不開

### 叱咤樂壇大碟IFPI大獎
- 《純真傳說》- 郭富城
  - 上榜歌曲：強、戀愛中、望鄉、妳是我的一切、純真傳說

### 叱咤樂壇至尊歌曲大獎
- 春光乍洩 - 黃耀明

### 叱咤樂壇我最喜愛的歌曲大獎
- 離開以後
  - 主唱：張學友
  - 作曲：李偲菘
  - 填詞：陳少琪
  - 編曲：David Garfield
  - 監製：歐丁玉
  - 唱片：《過敏世界》
    - 最後三強：

| 編號 | 歌曲     | 歌手   | 票數（A區） | 票數（B區） | 票數（C區） | 票數（D區） | 總票數 |
| ---- | -------- | ------ | ----------- | ----------- | ----------- | ----------- | ------ |
| 1    | 危情追   | 黎明   | 180         | 162         | 136         | 163         | 641    |
| 2    | 離開以後 | 張學友 | 283         | 305         | 221         | 273         | 1082   |
| 3    | 春光乍洩 | 黃耀明 | 189         | 237         | 157         | 187         | 770    |

### 四台聯頒音樂大獎 - IFPI唱片銷量大獎
- 專輯：這個冬天不太冷
- 歌手：張學友